# Кръстоносци (роман)
Вижте пояснителната страница за други значения на Кръстоносци.
„Кръстоносци“ (на полски: Krzyżacy) е исторически роман, написан през 1900 г. от известния полски писател-позитивист и Нобелов лауреат Хенрик Сенкевич. През същата година е и първият публикуван превод на романа – на английски., като до днес той е преведен на общо 25 езика, в това число – на български.
Творбата е популяризирана в списанието Tygodnik Illustrowany, което между 1897 – 1899 публикува серия откъси от нея. Това е първата книга, отпечатана в Полша след края на Втората световна война през 1945 поради актуалността ѝ заради разрушенията, предизвикани от Третия Райх. Романът е филмиран от Aлександър Форд през 1960, а през 2010 е поставена и рок-опера.

## Исторически фон
Романът е писан от Сенкевич когато полска независима държава не съществува – през 1900 полските земи са поделени между Руската, Австрийската и Германската империи. Повечето поляци живеят под руска окупация във Висленската земя, известна като Конгресна Полша. Една от целите на автора, събирайки тази история е да окуражи и насърчи полското национално самочувствие срещу окупаторите. За да избегне руската цензура действието на романа е поставено в Средновековието в Прусия и Орденстаат.
През XIII век Тевтонският орден контролира голяма част от земите южно от Балтийско море. Едва през 1410 в Битка при Таненберг Обединеното Полско-Литовско кралство прекратява тази хегемония. Романът се фокусира подробно върху социалния и политически живот в градовете и провинциите на средновековна Полша.

## Сюжет
Кръстоносци разказва историята на млад благородник, Збишко от Богданец, който заедно с чичо си Мачко от Богданец се завръща след война с германския кръстоносен орден в Литва. В крайпътен хан героят се влюбва в прекрасната Дануша, придворна дама в свитата на княгиня Анна Данута Мазовска. Збишко ѝ дава рицарска клетва и обещава да ѝ донесе три трофея от тевтонците.
На път към кралския двор в Краков Збишко напада Куно фон Лихтенщайн – официален пратеник на Тевтонския орден. Според полския закон, в мирно време това е престъпление, наказуемо със смърт. На ешафода Збишко е спасен от Дануша, която се позовава на полската традиция, като пред тълпата и официалните лица обещава да се омъжи за смъртника. Збишко и Мачко се връщат в Богданец, където се заемат с възстановяване на изоставеното имение. Изненадващо, Дануша е отвлечена от отколешните Тевтонски врагове на баща си Юранд, а самия той е измъчван и тежко осакатен.
Збишко търси съпругата си неуморно и в крайна сметка я намира. Тежко травмирана Дануша обаче скоро умира. Дългоочакваната война с тевтонците най-сетне избухва. Обединената армия на Полша и Литва под ръководството на Йогайла успява да унищожи Тевтонския орден при селцето Грюнвалд (Таненберг).

## Действие на романа
Внимание:  Текстът по-долу разкрива сюжета на произведението (или части от него)!

### Глави 1 – 6
В началото на романа няколко богати полски велможи разговарят с рицаря Мачко от Богданец в кръчмата на хана „Свирепият тур“ в Тиниец. Старият рицар и неговият племенник, също рицар, Збишко се прибират у дома след като са воювали срещу тевтонците на страната на княз Витолд в Литва. Тевтонците са били водени от Великия си магистър Конрад фон Юнгинген и брат му Улрих, бургмайстер на Самбия. Изненадващо, в ханът пристига свитата на княгиня Ана Данута Мазовска на път за Краков и Збишко е привлечен от прекрасната спътница на княгинята Дануша. Младият рицар се влюбва в девойката, която пее красива песен. Збишко се заклева пред княгинята, че ще положи в краката на Дануша паунови пера от Тевтонски шлем. Това скарва Збишко и Мачко, но стария рицар отстъпва от желанието си да се прибере у дома, защото вижда задаващата се война с тевтонците. Богданецките рицари се присъединяват към свитата на княгинята с идея да предложат услугите си на Юранд от Спихов – героичен рицар с много победи над тевтонците в пограничния район, а също така и баща на Дануша.
След това те срещат пищно облечен рицар, който е спрял за молитва. Сред придружителите му Збишко забелязва Тевтонски рицар с паунови пера на шлема. Видял възможност, младият полски рицар се впуска в атака с насочена кавалерийска пика. Но пищно облеченият предводител спира Збишко и разкрива, че е Повала от Тачев, изпълняващ кралска служба посрещайки германски посланик. Той заявява, че поведението на младия полски рицар е недопустимо и той е извършил престъпление, за което го заставя да се закълне, че ще се яви пред краковския съд. Мачко опитва да измоли от пратеника, наречен Куно фон Лихтенщайн да прости на Збишко. Тевтонецът се съгласява при условие, че младия рицар му се поклони; това е против кодекса на честта на полските рицари и Збишко отказва.
Мачко и Збишко получават гостоприемството на Повала Тачев в къщата му в Краков. Там се срещат с други известни рицари и важни особи, а по-късно посещават и кралския двор на Йогайла и бременната Ядвига. По време на кралския прием пратеникът Куно съобщава за извършеното над него нападение, а твърдението му е потвърдено от Повала. Кралят е разярен – поведението на неговия поданик го поставя в неизгодно за преговори положение. Йогайла вече е отстъпил да приеме християнство то заедно с цяла Литва за да спре кръстоносния поход на тевтонците в балтийските земи. В пристъп на ярост полско-литовския крал заповядва обезглавяването на Збишко за това, че го е посрамил и рицарят е затворен. Присъдата следва да се изпълни под надзора на краковския кастелан, но екзекуцията е отложена заради предстоящото раждане на престолонаследика.
Мачко използва времето за да моли за застъпничество лично от Великия магистър на Тевтонския орден, но безуспешно след като е ранен при немска засада. За нещастие Ядвига е сполетяна от мъртво раждане. Докато се издига ешафод за Збишко княгиня Анна Мазовска се съветва по случая му с юрист и като Ястрембец и отец Станислав от Скарбимир. На деня на екзекуцията Збишко е изведен, а Повала позволява на Дануша са се доближи до него и да хвърли воал а си на главата на младия рицар с думите „Той е мой!“. Според славянски я обичай когато невинна мома стори това за осъдения на смърт, то той трябва да бъде помилван и да се ожени за нея.
Богденцките рицари решават най-накрая да се върнат у дома за да лекуват ранения Мачко, комуто е нужен цяр от меча мас против заседналия в раната му връх от стрела. Дануша чака жениха си при баща си Юранд от Спихов, а Збишко ѝ остава верен въпреки изкушението да бъде венчан за девойка от съседски благороден род.

### Глави 7 – 14
Мачко и Збишко се срещат със съседа си Зих от Згожелице, ловуващ с дъщеря си Ягенка. Те са впечатлени как Збишко убива с арбалет огромен зубър в гората. Богданецките рицари се установяват във фамилния си имот, но откриват, че е силно занемарен. Ягенка им помага като и им подарява мебели, а рицарите научават, че тя е обект на ухажване едновременно от двама младежи – Вилк от Боржова и Стан от Рогов. Збишко отива на лов за мечка в блатата, но е почти разкъсан от звяра. Ягенка го спасява, пробождайки мечката с опряна на земята вила. Збишко доубива звяра с брадвата си. Mачко получава своя цяр – пие прясна меча мас и веднага чувства подобрение, като по-късно и стрелата е извадена от раната му. Отново на лов, този път за бобри, Ягенка научава от Збищко за обета и любовта му към Дануша. По-късно Збишко и мачко се срещат със своя братовчед абатът, комуто са заложили имението си и всички заедно посещават църковна служба в Кресня. След нея Збишко се сблъсква с Вилк и Стан, които се оказват врагове на абата и последния награждава младия рицар с торба монети. В крайна сметка обетът на Збишко пред Дануша ядосва абата, тъй като той иска да сгоди младежа с Ягенка.

### Глави 15 – 20
Збишко и Мачко се отправят към Мазовия с пленени турски роби за ескорт за да поискат Дануша от баща ѝ. В антуража им е и чехът Хлава, слуга на Ягенка. По пътя си те срещат немецът Сандерус, който е шарлатанин – продавач на фалшиви реликви. Той се присъединява към групата и заявява, че е срещал Дануша. По-нататък рицарите срещат кръстоносци, сред които е лотарингът дьо Лорш, когото Збишко предизвиква, но двубоят между младите рицари е предотвартен от полския ексорт. Най-накрая групата достига мазовския двор на княз Янош, който е на лов в Курпие заедно с Ана данута и Дануша. Рицарите ги настигат навреме, за да ги спасят от нападнал ги кавказки тур. Збишко и дьо Лорш са ранени, Хлава е този, който убива звяра с брадва.
В действието се включват няколко немски пратеници – Данвелд и Зигфрид дер Льове, брат Ротгер и брат Готфрид, които изискват от Янош да накаже Юранд от Спихов заради нападенията му върху ордена. Княз ът отказва и немците скрояват план да отвлекат Дануша и да я използват като заложник срещу баща ѝ. Заговорът им е разкрит и заклеймен от чуждестранния рицар дьо Фурси, но четиримата немци го убиват преди да миоже да го осуети. Тевтонците плануват да хвърлят вината върху Хлава, но находчивия чех се измъква и разказва за мрачните случки на Збишко и Мачко.

### Глави 25 – 33
Княгиня Анна Данута получава фалшифицирано писмо от Юранд, а в действителност писано от Данвелд, в което се изисква Дануша да се върне в Спихов. Княгинята мъдро решава, че поради задаващата се война и неминуемото участие на Збишко в нея е редно младите първо да се венчаят, а след това булката да чака жениха си в бащиния дом. Междувременно Збишко се възстановява от раните си и отпътува към Чеханов, където помага на Юранд в силна виелица. При тази среща на зет и тъст Збишко научава, че такова писмо от Юранд няма изпращано и явно става дума за измама. Двамата се отправят към Спихов. Там при тях пристигат сестра и поклонник от тевтонския орден и изискват Юранд да се поклони на Ордена и да плати откуп за дъщеря си. Юранд напуска замъка си без да извести Збишко, а само своя кастелан Толима.
Юранд е призован от тевтонците в Шчитно, където е принуден да чака цяла нощ пред стените на замъка, получавайки подигравки от стражите. На следващата сутрин е допуснат през вратите, но е накаран да облече конопен чувал като дреха и да коленичи пред комтура Данвелд дер Льове. Най-накрая те извеждат Дануша пред него. Но момичето не е същото – похитено, то е загубило разсъдъка си. Озверял, Юранд убива Даневелд и няколко от зяпачите, но ев крайна сметка е ранен и уловен с мрежа. Зигфрид дер Льове поема командването и праща брат Ротгер при мазовския княз с нова лъжлива версия за събитията. В Чеханов, при княза Ротгер е обвинен в лъжа и убит от Збишко в зрелищен дуел между немския и полския рицар.

### Глави 34 – 50
Збишко все повече се сближава с дьо Лорш и двамата се отправят към Мариенбург за да се оплачат от делата на комтура на Шчитно. Преминавайки през Спихов те научават, че замъкът и земите са завещани от Юранд на Дануша и нейния съпруг Збишко. Междувременно тялото на Ротгер пристига в Шчитно, което опечалява Зигфрид. Тевтонецът изпада в демоничен делир. Той кара немия си палач Дидрих да отреже езика на Юранд, асъщо така да избоде едното му око и да отсече дясната му ръка, след което изгонва осакатения шляхтич. Мачко е получил писмо от Збишко за събитията и бързо разбира, че е настъпил съдбовен миг. Той тръгва към Плоцк с Хлава и преоблечената като мъж Ягенка. Там успява да подмами стария враг Куно да му даде пропуск за Орденстаат. По пътя си те срещат оскатения Юранд и успяват да закрепят здравето му. Достигайки в Спихов те научават, че Збишко е бил изслушан в Мариенбург и се е отправил към литва за да се присъедини към силите на великия княз Витолд.

### Глави 51 – 55
Социално напрежение в гграничния район Жмудж води до избухване на война между литовците и тевтонците. Силите на жмуджанина Скривойло растат и с полски рицари в своите редове, което събира отново Збишко и Мачко. Обединената полско-литовска армия обсажда тевтонския замък Готесвердер, а богданецките рицари са натоварени с мисията да пресрещнат и отблъснат деблокиращ тевтонски отряд. Те съумяват да изненадат и да победят тевтонския отряд, като сред пленниците им попада и шарлатанина Сандерус. Той отново носи новини, според които Дануша е жива и е отведена от друг тевтонски рицар, Арнолд фон Баден. Героите се спускат в преследване, настигат и пленяват тевтонеца при една катранджийска колиба. За жалост Дануша все още не е на себе си. В емоцията си полските рицари губят внимание и самите те са пленени от брата на своя пленник – Волфганг фон Баден. Последният се съгласява да ги пуске срещу откуп и те тръгват към Спихов. Там е Зигфрид дер Льове – пленник на Хлава и Юранд, но господаря на Спихов показва великодушие и по Божия милост освобождава порочния кръстоносец. Зигфрид отново е обзет от демонична психоза и се обесва, погълнат от злите си дела.

### Глава 56 – 63
Точно пред стените на родния Спихов Дануша умира. Юранд лежи парализиран със замръзнала усмивка, Збишко изпада в дълбока апатия. Мачко е пленен в Мариенбург. Йогайла и Великия магистър се срещат на висленския остров Ратсиондз, но не постигат съгласие. Свикан е сбор в Плоцк.
В стария град се събират Йогайла, Янош, Александра Плоцка и Анна Данута. В техния антураж са Збишко и Ягенка, които отново се срещат. На голямо пиршество Янош кани Збишко и дьо Лорш на идущия лов. Збишко отпътува за Мариенбург в успешен опит да замени чичо си срещу германски пленници. Придружен е от Повала от Тачев и полския пълководец Зиндрам, които не са впечстлени от столицата на ордена въпреки високите ѝ стени и гарнизона чуждестранни кръстоносци.

### Глави 64 – 69
Юранд умира. Збишко, наследник на Спихов, оставя Хлава и любимата му Анулка да стопанисват замъка в негово отсъствие. Мачко и Ягенка се връщат в Богданец с пари и ценности за да откупят имота си от абата. Збишко се отправя на война с войските на Витолд.

### Глави 70 – 75
Збишко се връща в Богданец и се влюбва в Ягенка. Те най-накря се събират в село Мочидоли и строят нов фамилен замък. Мачко отпътува за Спихов и прекарва там шест месеца. Ягенка ражда двама близнаци – Мачко и Яско.

### Глави 76 – 81
Неизбежната война настъпва с новата година. Формалният повод е спор между полско-литовската монархия и тевтонската теокрация относно владението на замъка Дрезденко. Йогайла поръчва масов лов за да се снабди войската със сушено месо. Много мазовци бягат от Прусия за да избегнат тевтонската власт. Жмудж отново избухва във въстание. При Свиет се събират полската, литовската и мазовската армия, и заедно завладяват Дамброва. Пред тях са полята на Грюнвалд с тевтонската армия.
В историческата битка сред кръвопролитни сцени загиват много герои, начело с германския Велик магистър Улрих фон Юнгинген, убит от литовците. Мачко намира Куно фон Лихтенщайн на бойното поле и изпълнява клетвата си, убивайки го с мизерикордия.
Романът завършва с плачещия Велик магистър, напускащ Мариенбург през едната порта и тържествуващия полски войвода, влизащ през другата.

## Действащи лица
- Збишко от Богданец – млад рицар от обеднял благороднически род, главен герой
- Мачко от Богданец – чичо на Збишко
- Юранд от Спихов – благородник, баща на Дануша, непримирим противник на тевтонците
- Дануша – придворна дама на мазовската княгиня, съпруга на Збишко
- Фулко дьо Лорш – богат рицар от Горна Лотарингия, приятел на Збишко
- Крал Władysław Jagiełło – Йогайла, историческа личност крал на Полша-Литва между 1386 и 1434
- Зигфрид дер Льове – комтур на Шчитно и автор на зли планове и козни срещу Дануша и Юранд
- Duchess Anna – мазовска княгиня
- Janusz I – мазовски княз
- Kуно фон Лихтенщайн – тевтонски посланик в Полша
- Ягенка от Згожелице – девойка, влюбена в Збишко
- Хлава – чешки спътник и телохранител на Ягенка и Збишко
- Сандерус – францискански монах, продаващ индулгенции; опонент на Хлава.